# Arthur Young (Musiker)
Arthur Wilson Colthard Young (* 7. November 1904 in Edinburgh; † 25. Juli 1965 in Sydney) war ein britischer Jazzmusiker (Piano, Novachord, Bandleader) und Songwriter.

## Leben und Wirken
Young spielte zunächst bei Jack Hylton und gehörte dann in den frühen 1930er Jahren mit Len Fillis, Van Phillips, und Rudy Starita zu dem Quartett The Four Bright Sparks. Ab 1932 wirkte er auch in einer Reihe britischen Musikfilmen mit wie Radio Parade of 1935 oder komponierte für sie. 1937 spielte er im Duo mit Reginald Foresythe und ab Mitte 1939 mit seiner Band Hatchett’s Swingtette in Hatchett’s Restaurant im Londoner West End. Zu den Mitgliedern gehörten die Gitarristen Jack Llewellyn und Noel „Chappie“ d’Amato, Bill Shakespear (Trompete), Dennis Moonan (Klarinette, Tenorsaxophon und Viola), Frank Baron als zweiter Pianist, George Senior (Kontrabass), Tony Spurgin (Drums) und die Sängerin Beryl Davis. Young lud Stéphane Grappelli ein, in seiner Band zu spielen und gemeinsam aufzunehmen. Für Decca Records entstanden im Dezember vier Titel, wie Scatter Brain, Ting-a-Ling und Alexander’s Ragtime Band. Im September 1940 wurde Young bei einem Fliegerangriff verletzt. 22 Titel der Swingtette-Aufnahmen wurden 1992 auf dem Album Hatchett’s Swingtette bei Pavilion Records veröffentlicht. Für Bob Crosbys Bob Cats komponierte er Shakespeare in Swing (Decca Records, 1941). Nach Ende des Zweiten Weltkriegs tourte er auch durch Deutschland. Als Pianist war er auch an den Aufnahmen von Mantovanis Concerto in Jazz (1948) und weiterer Titel wie Nature Boy beteiligt.
In seinen späteren Jahren lebte Young in Australien, wo er seit 1950 für Rundfunk und Fernsehen arbeitete.